# Sars-la-Buissière
Pour les articles homonymes, voir Sars, Sart et Labuissière.
Cet article possède un paronyme, voir Sars-la-Bruyère.
Sars-la-Buissière  (en wallon El Sårt-el-Bouxhire) est une section de la commune belge de Lobbes située en Région wallonne dans la province de Hainaut.

## Étymologie

### Origine du nom
La première partie du nom de Sars-la-Buissière trouve son origine dans le mot latin Sarius signifiant sarclé, défriché. La seconde partie Buissière désigne tout simplement l’endroit où le buis pousse en grande quantité.
Sars-La-Buissière est au départ connue sous le nom de Sars-Lez-La-buissière car elle se situait entre le village de Sars (qui n'existe plus) et celui de Labuissière (commune de Merbes-le-Château).

## Géographie

### Situation
Le village se situe au sud-ouest de Lobbes et au sud de Bienne-lez-Happart et au nord de Fontaine-Valmont.

### Hameaux
Le village possède quatre hameaux : La Chapelle, Rubignies, Gersies, Chevesnes.

## Évolution démographique
- Sources : INS, Rem. : 1831 jusqu'en 1970 = recensements, 1976 = nombre d'habitants au 31 décembre.

## Histoire
Grignart, probablement le site le plus ancien de Sars-la-Buissière, fut exploré par D.A. Van Bastelaer en 1881. Des fragments de tuiles et de poteries datant de l'époque romaine furent découverts au passage de la Sambre, à l'endroit où le chemin reliant la chaussée de Trêves à celle de Tongres traverse la vallée. Des vestiges de l'occupation franque furent également identifiés sur la colline, qui aurait été fortifiée. Ce site est également associé à un certain Morosus, vivant au VIIe siècle et connu pour dépouiller les voyageurs traversant le gué. Derrière ce château, Chevesnes s'est développé pour devenir un hameau remarquable. Pépin de Herstal céda les revenus de Chevesnes à l'église Sainte-Marie de Chèvremont, un don confirmé par Charlemagne dans un diplôme daté du 3 mai 779, puis renouvelé par son petit-fils Lothaire en 844. Le Polyptyque de Lobbes de 869 mentionne Grignart et Forestaille parmi les possessions de l'abbaye. Ces deux sites resteront distincts dans le Hainaut jusqu'à la fin de l'Ancien Régime. Chevesnes et d'autres clairières ouvertes dans la forêt du plateau dépendaient de Ghoy-sur-Sambre, propriété des seigneurs de Barbençon. Progressivement, quatre hameaux, Chevesnes, Rubignies, Gersies et Burgoit, unirent leur destin. Bien qu'éloignés du centre paroissial de Ghoy, leur proximité favorisa des connexions par de nombreux sentiers et chemins creux.
La population augmentait, et on comptait quarante-trois foyers dans les quatre « Sarts » en 1406. Dès le XVIe siècle, une sidérurgie était active sur le ruisseau de Grignart. En 1543, un moine de Lobbes écrivait : « Au pied de la montagne est une fonderie de fer. » Les Essarts purent alors développer de nouvelles activités : extraire le minerai de fer à Falimont, produire du charbon de bois aux Fayts et aux Sartis, transporter et préparer ces matériaux. La population augmenta, le travail se spécialisa et la richesse relative s’accrut. Ces éléments justifièrent la création d’une nouvelle paroisse et le hameau de Burgoit devint le quartier de la Chapelle, centre d’une communauté séparée de Ghoy, officialisé à Cambrai le 4 août 1568. Malgré les guerres des XVIIe et XVIIIe siècles, qui laissèrent leurs marques à la rue de la Bataille et au sentier des Fosses, le village, toujours dépendant de Ghoy sur le plan temporel, continua de se développer. Le travail du fer se poursuivit jusqu’au début du XIXe siècle, alors que la population dépassait neuf cents habitants. Selon la carte de Ferraris (1777), Sars-la-Buissière possédait un fourneau, une forge et deux platineries. Cependant, l’époque du charbon de bois prit fin, et les veines de charbon sous le village étaient recouvertes d’un banc de grès trop épais. Les forêts restantes furent défrichées, et la population se tourna davantage vers l’agriculture.
De 1803 à 1977, Sars-la-Buissière bénéficia d'une administration autonome. Par la suite, cette commune fut rattachée au village de Lobbes, avec lequel elle avait partagé son histoire mouvementée depuis le début.

## Patrimoine et culture

### Patrimoine architectural
- L'église Saint-Nicolas. Reconstruite en 1846, à l'exception de la tour occidentale, elle remonte probablement à la fin du XVIe siècle, époque correspondant à la création de la paroisse[2].
- Château-Ferme de Forestaille. Construit autour de 1666, selon la date inscrite sur la tour du logis[3].
- Château Gringnard. Le château de Grignard doit son nom au mont de Grignard sur lequel il a été construit. Au VIIe siècle, Landelin et ses complices y auraient établi leur repaire. Avant sa conversion, le fondateur de l’abbaye de Lobbes aurait en effet mené une vie de hors-la-loi. C’est Auguste Rivage qui, au XIXe siècle, fit édifier ce château singulier. Aujourd’hui, il est occupé par le centre protestant « Tournebride », qui y a aménagé un internat et un centre de colonie de vacances pour des enfants de 6 à 12 ans.[4].
- L'ancienne maison communale. Située rue de Chevesne. Aujourd'hui une école.
- La chapelle Saint-Roch, située rue de Chevesne, a été construite en 1867.

### Culture

#### Folklore
Le carnaval a lieu le dernier dimanche d'avril (gilles, costumés et paysans).